# Fundacja Instytut Badań Rynkowych i Społecznych IBRiS
Fundacja Instytut Badań Rynkowych i Społecznych (Fundacja IBRiS, IBRiS) – polska organizacja pozarządowa, zajmująca się badaniem rynku i opinii publicznej. Powstała w 2015 roku. Fundatorem i prezesem zarządu fundacji jest Marcin Duma.

## Zakres działalności
Fundacja, jako organizacja pozarządowa działa na rzecz podnoszenia jakości badań, popularyzacji zawodu badacza oraz upowszechniania w społeczeństwie wiedzy o stanie i tendencjach zmian opinii publicznej. Prowadzi projekty badawcze o zasięgu lokalnym, regionalnym, ogólnopolskim i europejskim. W 2022 i 2023 uznana została przez magazyn "Press" za najsilniejszą medialnie markę badawczą w Polsce, w rankingu TOP MARKA. 
Najbardziej znanymi projektami o zasięgu ogólnopolskim są:
- ranking zaufania do osób publicznych, we współpracy z portalem onet.pl[3][3][4],
- badania społeczno-polityczne we współpracy z dziennikiem Rzeczpospolita[5][6][7].

Od lutego 2019 r. Fundacja IBRiS jest częścią Europejskiego Projektu Badawczego, powołanego i prowadzonego przez instytuty badawcze pochodzące z 5. krajów o największej reprezentacji w Parlamencie Europejskim – Niemcy, Francję, Włochy, Hiszpanię i Polskę. Przedmiotem projektu, oprócz preferencji politycznych obywateli krajów biorących w nim udział, jest diagnoza głównych problemów występujących w Unii Europejskiej, takich jak kierunek jej rozwoju, problem migracji czy przyszłość strefy euro. Publikacja zebranych danych we wskazanych wyżej krajach odbywała się podczas wydarzeń o zasięgu europejskim.
Wykonuje również projekty komercyjne. Dotychczas, wśród klientów Fundacji IBRiS znalazły się takie firmy jak PwC, Bank Gospodarstwa Krajowego, Bank Millenium, Gremi Media, Polsat, Telewizja Polska, Siemens, Polska Izba Handlu, Totalizator Sportowy, Ministerstwo Nauki i Szkolnictwa Wyższego, MBank.
Członek założyciel pierwszego europejskiego zrzeszenia niezależnych instytutów badawczych EUROSKOPIA. Wśród instytutów-założycieli znalazły się: IBRiS (Polska), United Surveys (Estonia), INSA (Niemcy), SWG (Włochy), SIGMA DOS (Hiszpania), OpinionWay (Francja), Prorata (Grecja), Pitagorica (Portugalia). Dotychczas przeprowadzono dwie fale badania:
- I fala – Społeczna percepcja bieżących problemów Unii Europejskiej[14][15]
- II fala – Stosunek Europejczyków do wojny w Ukrainie[16][17][18]

## Forum IBRiS
Forum IBRiS to pierwsze w Polsce medium o cechach think-tanku zbudowane w oparciu o bazę badań społecznych i politycznych IBRiS. Za cel stawia sobie podniesienie jakości debaty w zakresie opisu rzeczywistości społecznej w Polsce.
W podcastach, programach i na łamach serwisu internetowego Forum IBRiS goszczą wybitni naukowcy zajmujący się badaniami z dziedzin nauk społecznych, uznani komentatorzy oraz eksperci w zakresie teorii i praktyki politycznej.
Jak dotąd rozmówcami Forum IBRiS byli m.in.: Mateusz Morawiecki, Aleksander Kwaśniewski, Adrian Zandberg, Władysław Kosiniak-Kamysz, Michał Kobosko, Włodzimierz Czarzasty, Janusz Wojciechowski, Agnieszka Dziemianowicz-Bąk, prof. Andrzej Rychard, prof. Aleksander Hall, prof. Zbigniew Mikołejko, prof. Małgorzata Jacyno, prof. Andrzej Leder, Edwin Bendyk, Jacek Dukaj, Krystian Lupa, Paweł Pustelnik, Tomasz Terlikowski, Janusz Filipiak, Piotr Szumlewicz i inni.
Rozmowy prowadzą Agata Kołodziej i Estera Flieger.

## Nagrody
Fundacja IBRiS uhonorowana została następującymi nagrodami za najtrafniejsze sondaże:
1. Miedziany Puchar Pytii za najlepszy sondaż przed I turą wyborów prezydenckich – 2015 r.[21];
2. II miejsce w Konkursie o Puchar Pytii za najlepszy sondaż przed wyborami parlamentarnymi – 2015 r.[22][23];
3. Złoty Puchar Pytii za najlepszy sondaż przed wyborami samorządowymi – 2018 r.[24];
4. II miejsce w Konkursie o Puchar Pytii za najlepszy sondaż przed wyborami do Parlamentu Europejskiego – 2019 r.[25][26]
5. Wyróżnienie w Konkursie o Puchar Pytii za najlepszy sondaż przed wyborami parlamentarnymi - 2023 r.[27]